# Claudia de sociis
Claudia de sociis va ser una llei establerta a sol·licitud dels cònsols Gai Claudi Pulcre i Tiberi Semproni Grac l'any 576 de la fundació de Roma o 177 aC.
La llei establia que els aliats romans, inclosos el llatins, havien de retornar a les seves ciutats abans del primer de novembre una vegada inscrits en el cens que estaven fent els censors Marc Claudi Marcel i Tit Quinti Flaminí. La mesura tractava d'una banda d'evitar els abusos en l'obtenció de la ciutadania romana i de l'altra que els camps de cultiu dels aliats no quedessin abandonats.